# Billy Hunter (voetbalcoach)
William Brown ("Billy") Hunter (Alva, 2 april 1885 - New York, 2 januari 1937) was een Schots voetballer en voetbalcoach.
Hunter, een linksbuiten, speelde voor Millwall FC tussen 1904 en 1909 en voor Bolton Wanderers van 1909 tot 1912. Hunter was trainer van D.F.C. van 1912 tot 1914. In 1913 bereikte D.F.C. de finale om de Holdertbeker en in 1914 won de club de beker. In 1914 was Hunter vier wedstrijden bondscoach van het Nederlands voetbalelftal. Hij stond tot 1918 in Dordrecht ingeschreven maar vertrok al in 1914 om als korporaal in het Britse leger te dienen in de Eerste Wereldoorlog. Later ging hij naar Zwitserland waar hij FC Lausanne-Sport trainde en daarna SC Hakoah Wien (1923/24) in Oostenrijk. In 1924 ging Hunter naar Turkije waar hij tussen 1924 en 1926 bondscoach van het Turks voetbalelftal was en waarmee hij deelnam aan de Olympische Zomerspelen in 1924. Tegelijk werd hij ook trainer van Galatasaray SK waarmee hij tot 1928 drie keer het kampioenschap in de regio Istanboel won (1925, 1926 en 1927). Hunter emigreerde in 1928 naar de Verenigde Staten.